# Debora Seffer
Debora Seffer, née le 13 août 1969, est une musicienne de jazz fusion française (violon, chant, composition).

## Biographie
Son père est le musicien de jazz d'origine hongroise Yochk'o Seffer. Elle commence à prendre des cours de piano à l'âge de six ans, puis se tourne vers le violon qui devient son instrument de prédilection, avec lequel elle obtient trois prix de conservatoire. Elle a été élève de Didier Lockwood.

### Carrière
Après avoir fondé son quartet en 1991 avec son compagnon, le pianiste Thierry Maillard, elle sort l'année suivante son premier album, Silky, qui obtient un Django d'or en 1993 (meilleur espoir français du jazz).
Après la sortie de son deuxième album, elle se produit en 1994 avec Marcel Azzola, Christian Escoudé et Biréli Lagrène au Festival International de Jazz de Montréal .
Au cours des années suivantes, elle joue avec Didier Lockwood, Ornette Coleman, Leni Stern, Dennis Chambers, Matt Garrison et Larry Coryell.
Sur son album Standards (1999), elle travaille avec Kenny Werner, Ray Drummond et Billy Hart.
En 2000, elle accompagne sur scène la chanteuse Maurane.
Avec Debora Seffer New Group (2003), elle fusionne le chant et le violon, la musique ethnique et le groove.
On peut aussi l'entendre sur les albums de Zao.
Sorti en 2017, l'album Au croisement des chemins est classé Révélations par la revue Jazz Magazine.

## Discographie
- Silky (La Lichère 1992)
- Bluesons rouges (La Lichère 1994)
- Mantsika, avec Thierry Maillard, Marc Davidovits, Jean-My Truong (RDC 1997)
- Standards, avec Kenny Werner, Ray Drummond et Billy Hart (RDC 1997)
- Debora Seffer New Group, avec Thierry Maillard, Laurent Souques et Jean-My Truong (Musea 2003)
- Héliotropes, avec Thierry Maillard (Cristal 2005)
- 4 Essential, avec Thierry Maillard, Dominique Di Piazza et Yoann Schmitt
- Someone to Watch Over Me, avec Thierry Maillard, Bruno Bongarçon, Charley Obin (Grands Vents 2012)[4]
- Au croisement des chemins, avec Bojan Zulfikarpašić, Damien Varaillon, Jean-Pascal Molina et Thomas Savy (ACEL 2017)[5]